# Benoît Pedretti
Benoît Pedretti (* 12. November 1980 in Audincourt) ist ein ehemaliger französischer Fußballspieler.

## Vereinskarriere
Benoît Pedretti begann seine Karriere in der Jugend des FC Sochaux; im Juli 1999, im Alter von achtzehn Jahren, bekam er dort einen Profivertrag und feierte sein Debüt in der Ligamannschaft der Sochaliens.
Im Sommer 2004 wechselte er für fünf Millionen Euro zu Olympique Marseille, ein Jahr darauf für 7,5 Millionen Euro zu Olympique Lyon. Nachdem er dort vorwiegend auf der Bank saß, wechselte er zur Saison 2006/07 für circa fünf Millionen Euro zur AJ Auxerre.
Nach dem Ende der Saison 2010/11 wechselte er zu seinem Wunschverein OSC Lille.
Am 4. August 2013 unterschrieb Pedretti einen Zweijahresvertrag beim AC Ajaccio.
2015 wechselte der defensive Mittelfeldspieler zum AS Nancy. Dort erhielt er einen Vertrag bis Juni 2016, mit der Option für ein zweites Jahr. Dort beendete er im Januar 2018 nach insgesamt über 400 Erstligaeinsätzen seine aktive Karriere und wurde Co-Trainer von Nancy.

## Nationalmannschaft
Benoît Pedretti absolvierte zwischen 2002 und 2005 insgesamt 22 Länderspiele für die französische Fußballnationalmannschaft. Mit Frankreich nahm er unter anderem am Confed-Cup 2003 und der EM 2004 teil.